# Wi-Fi Direct

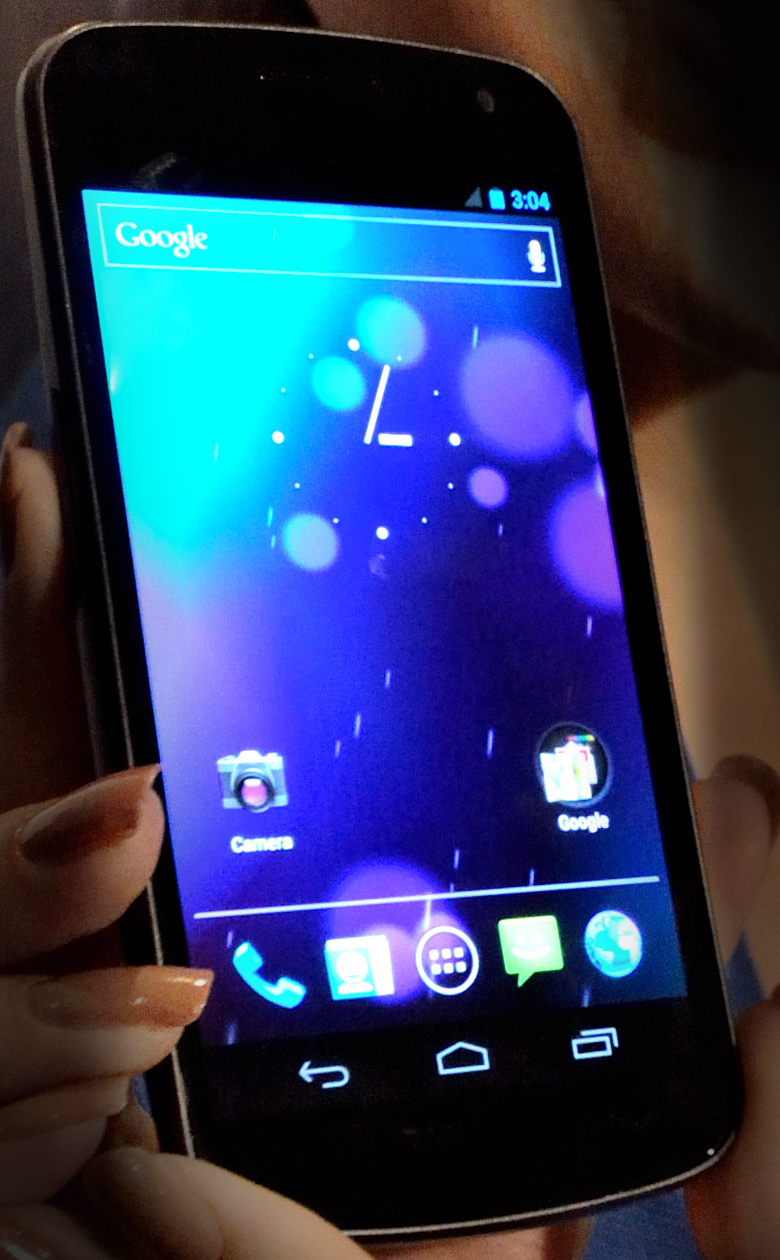
Galaxy Nexus fue el primer teléfono Android con soporte nativo para Wi-Fi Direct, tecnología incluida por primera vez en Android 4.0

Wi-Fi Direct es una norma que permite que varios dispositivos Wi-Fi se conecten entre sí sin necesidad de un punto de acceso intermedio.

## Antecedentes

### Wi-Fi convencional
Normalmente en las redes Wi-Fi convencionales existen dispositivos de control conocidos como puntos de acceso inalámbrico o Hotspots. Esos dispositivos realizan tres funciones primarias: son el soporte físico para crear y mantener redes inalámbricas, permiten la comunicación entre los dispositivos de la red, y controlan la conexión y desconexión de dispositivos a la red.
Las redes Wi-Fi domésticas más comunes están formadas por una conexión a un proveedor de acceso a Internet, un punto de acceso o router, y ordenadores u otros dispositivos con capacidad de conectarse a una red (clientes). La mayoría de las redes Wi-Fi están configuradas en "modo infraestructura", en el que el punto de acceso actúa como un hub al que se conectan el resto de dispositivos. Los dispositivos no pueden comunicarse directamente y el punto de acceso siempre hace de intermediario entre ellos.
En cambio, los dispositivos Wi-Fi Direct pueden funcionar como cliente o como punto de acceso. Cuando se establece una conexión por primera vez entre dispositivos Wi-Fi Direct los dispositivos negocian y determinan automáticamente cuál de ellos será el punto de acceso.

### Configuración automática
Puesto que se han incrementado el número y el tipo de dispositivos que pueden unirse a sistemas Wi-Fi, el modelo básico de un enrutador simple con computadores inteligentes se ha vuelto cada vez más limitante. Al mismo tiempo, la creciente sofisticación de los puntos de acceso ha hecho que surjan problemas de configuración para los usuarios. Para manejar estos problemas, ha habido numerosos intentos de simplificar ciertos aspectos de la tarea de configuración.
Un ejemplo común es el sistema Wi-Fi Protected Setup que se encuentra incorporado en muchos puntos de acceso desde 2007 cuando el estándar fue presentado. Wi-Fi Protected Setup permite que un punto de acceso pueda ser configurado introduciendo un número PIN u otra identificación dentro de una pantalla de conexión, o en algunos casos, simplemente presionando un botón. Este sistema utiliza dicha información para enviar datos a un computador, suministrarle la información necesaria para completar la configuración de red y conectarse a Internet. Desde el punto de vista del usuario, un simple clic reemplaza a la configuración de múltiples pasos, distinta para cada dispositivo, y con manejo de tecnicismos que se requería realizar anteriormente.
Mientras que el modelo Protected Setup funcionaba como se había planeado, sólo lo hacía para simplificar la conexión entre el punto de acceso y los dispositivos que hicieran uso de sus servicios, ante todo para acceso a Internet. Proporcionaba escasa ayuda para conexión a redes internas, por ejemplo para encontrar y configurar el acceso a una impresora desde un ordenador. Para manejar estos roles se había desarrollado un número de protocolos diferentes, entre los cuales están Universal Plug and Play (UPnP), Devices Profile for Web Services (DPWS), y Bonjour de Apple. Estos protocolos permiten a los dispositivos buscar a otros dispositivos dentro de la red, obtener sus capacidades, y proveer algún nivel de configuración automática.

### Nuevos usos
Se ha vuelto crecientemente común para los teléfonos inteligentes y reproductores de medios digitales incluir Wi-Fi como una característica estándar, y con el tiempo se ha vuelto común también en los teléfonos móviles con características adicionales. El proceso de añadir Wi-Fi a dispositivos pequeños se ha acelerado, y ahora es posible encontrar impresoras, cámaras, escáneres de imágenes y muchos otros dispositivos comunes con Wi-Fi además de otros conectores como los USB o bluetooth.
La amplia adopción de Wi-Fi en nuevas clases de dispositivos pequeños ha hecho más importante la necesidad de conexiones en redes ad hoc. Incluso sin un concentrador/enrutador central de Wi-Fi, sería útil para un ordenador portátil ser capaz de conectarse inalámbricamente a una impresora local. Aunque el modo ad hoc fue creado para manejar esta clase de necesidad, la falta de información adicional para la detección hace difícil usar este modo en la práctica.
Aunque sistemas como UPnP y Bonjour suministran muchas de las capacidades que se necesitan y dichos sistemas son incluidos en algunos dispositivos, hace falta un único estándar ampliamente soportado, y el soporte hallado dentro de los dispositivos existentes está lejos de ser universal. Un usuario invitado que use su teléfono inteligente probablemente podría ser capaz de encontrar un hot spot y conectarse a Internet con facilidad, quizá utilizando Protected Setup para realizar eso. Pero el mismo dispositivo encontraría que transmitir música a un ordenador o imprimir un archivo podría ser difícil, o simplemente no puede estar soportado entre distintas marcas de hardware.

## Descripción técnica
Wi-Fi Direct incrusta en esencia un punto de acceso en forma de software (Soft AP), en cualquier dispositivo que deba soportar Direct. El soft AP proporciona una versión de Wi-Fi Protected Setup al ser pulsado el botón o con la configuración basada en PIN.
Cuando un dispositivo ingresa al rango del anfitrión Wi-Fi Direct, éste se puede conectar usando el protocolo ad hoc existente, y luego recolecta información de configuración usando una transferencia del mismo tipo de la de Protected Setup. La conexión y configuración se simplifican de tal forma que algunos sugieren que esto podría reemplazar al Bluetooth en algunas situaciones.
Los Soft AP pueden ser tan simples o tan complejos como el rol lo requiera. Un marco digital podría proporcionar únicamente los servicios más básicos que sean necesarios para permitir que las cámaras digitales se conecten y transfieran imágenes. Un teléfono inteligente que permita hacer tethering (anclaje a red) podría ejecutar un Soft AP más complejo que añada la capacidad de acceder a Internet. El estándar también incluye seguridad WPA2 y ofrece controlar el acceso a redes corporativas.
Los dispositivos certificados para Wi-Fi Direct se pueden conectar "uno a uno" o "uno a muchos", y no todos los productos conectados necesitan tener Wi-Fi Direct. Con un solo dispositivo Wi-Fi Direct habilitado se pueden conectar dispositivos con el estándar previo de Wi-Fi.
El programa de certificación en Wi-Fi Direct está desarrollado y administrado por la Wi-Fi Alliance, un grupo industrial que desarrolla el suite de estándares fundamentales de la certificación Wi-Fi CERTIFIED y que es dueño de la marca "Wi-Fi". La especificación final no ha sido lanzada, y a la fecha, ciertos aspectos del sistema no han sido mencionados. Por ejemplo, el sistema usado para la detección y clasificación de dispositivos (similar a UPnP o Bonjour) no ha sido mencionado en las referencias existentes.
El primer teléfono inteligente con certificación Wi-Fi Direct fue el Samsung Galaxy S (GT-I9000). (Nov 2010)
La primera impresora con certificación Wi-Fi Direct fue la Samsung SCX-3400 series. (Oct 2011)

## Comercialización
La solución My WiFi de Intel proporciona la tecnología Wi-Fi Direct sobre la plataforma Centrino 2. Los dispositivos Wi-Fi Direct pueden conectarse a un ordenador portátil que tenga el rol de un Soft AP. El portátil luego puede proporcionar acceso a Internet a dispositivos Wi-Fi Direct sin necesidad de un punto de acceso Wi-Fi. Atheros, Broadcom, Intel, Ralink y Realtek anunciaron sus primeros productos en octubre de 2010. Algunos chipsets de la compañía Redpine Signals alcanzaron certificación Wi-Fi Direct en noviembre de 2010.
En octubre de 2011 Google anunció soporte para Wi-Fi Direct en el sistema Android 4.0. En tanto que algunos dispositivos con Android 2.3 tienen Wi-Fi Direct por medio de extensiones al sistema operativo elaboradas por los fabricantes de teléfonos (OEMs), el teléfono Samsung Galaxy Nexus fue el primer dispositivo Android que vino con la implementación de Google de esta característica, y con una API para que los desarrolladores puedan usarla en el desarrollo de aplicaciones.

## Miracast
Una de las principales novedades que trajo consigo Android 4.2, es la inserción de un nuevo protocolo de emisión de vídeo y audio mediante la red WiFi denominado Miracast, que utiliza Wi-Fi Direct.
Miracast tiene una característica que lo hace especialmente atractivo, su retrocompatibilidad, es decir la posibilidad de ser implantado en teléfonos inteligentes Android que no lo tengan mediante una actualización de firmware o software. Por ahora, sólo los dispositivos que monten chips Tegra3 podrán disfrutar de Miracast, ya que Nvidia fue de los primeros en dar soporte. Los aparatos de la serie eco-P de Samsung también son totalmente compatibles.